# Klaus-Jürgen Bathe
Klaus-Jürgen Bathe (ur. 26 maja 1943 w Berlinie) – niemiecki inżynier, profesor inżynierii mechanicznej na Massachusetts Institute of Technology specjalizujący się w mechanice komputerowej. Jest uważany za pioniera metody elementów skończonych.

## Edukacja
Bathe ukończył szkołę średnią w Oldenburgu. Później przeprowadził się do RPA, gdzie w 1967 ukończył studia na Uniwersytecie Kapsztadzkim na kierunku Inżynieria Cywilna i Mechaniczna. Zanim dostał się na tę uczelnię pracował na farmie w Namibii, w kopalni złota oraz na budowie drogi. W 1969 otrzymał stopień Master of Science na Uniwersytecie Calgary w inżynierii cywilnej. W 1971 uzyskał doktorat na tym samym kierunku na University of California. Jego praca doktorancka dotyczyła problemów wektorowych.

## Kariera
W latach 1972–1974, w których pełnił funkcję badacza i konsultanta na uniwersytecie w Berkeley wynalazł programy zajmujące się elementami skończonymi SAP IV (1983) i NONSAP (1974). W 1974 stworzył też pierwszą wersję programu ADINA. Niedługo potem, w 1975, rozpoczął pracę na wydziale inżynierii mechanicznej na Massachusetts Institute of Technology. W 1986 założył ADINA R&D, Inc.

## Nagrody
Uzyskał doktorat honorowy na kilkunastu uniwersytetach z całego świata. Są to m.in.:
- Politechnika Rzeszowska im. Ignacego Łukasiewicza (2003)[21]
- Uniwersytet Żyliński (2003)[22]
- Technische Universität Darmstadt (2003)[23]
- Universidad Politécnica de Madrid (2005)[24]
- Universitatea din București (2006)
- Uniwersytet Buenos Aires (2010)[25]

## Działalność edytorska
Bathe pracuje jako współredaktor czasopisma Computers & Structures. Jest też redaktorem serii książek Computational Fluid and Solid Mechanics wyd. Springer.

## Książki napisane przez Bathego
- Klaus-Jürgen Bathe, Edward L. Wilson: Numerical methods in finite element analysis. Englewood Cliffs: Prentice-Hall, 1976, seria: Prentice-Hall civil engineering and engineering mechanics series. ISBN 978-0-1362719-0-1. OCLC 1992202. (ang.). Brak numerów stron w książce
- Klaus-Jürgen Bathe: Finite element procedures in engineering analysis. Englewood Cliffs: Prentice-Hall, 1982, seria: Prentice-Hall civil engineering and engineering mechanics series. ISBN 978-0-1331730-5-5. OCLC 7672324. (ang.). Brak numerów stron w książce
- Klaus-Jürgen Bathe: Finite element procedures. Englewood Cliffs: Prentice-Hall, 1996. ISBN 978-0-1330145-8-7. OCLC 32049707. (ang.). Brak numerów stron w książce (praca doktorska)
- Dominique Chapelle, Klaus-Jürgen Bathe: The Finite element analysis for shells – fundamentals. Berlin: Springer, 2003, seria: Computational fluid and solid mechanics. ISBN 978-3-5404133-9-4. OCLC 469447002. (ang.). Brak numerów stron w książce
- Miloš Kojić, Klaus-Jürgen Bathe: Inelastic analysis of solids and structures. Berlin; Nowy Jork: Springer, 2005, seria: Computational fluid and solid mechanics. ISBN 978-3-5402279-3-9. OCLC 209860535. (ang.). Brak numerów stron w książce
- Miguel Luiz Bucalém, Klaus-Jürgen Bathe: The mechanics of solids and structures: hierarchical modeling and the finite element solution. Berlin; Nowy Jork: Springer, 2011, seria: Computational fluid and solid mechanics. ISBN 978-3-5402633-1-9. OCLC 503649447. (ang.). Brak numerów stron w książce

## Życie prywatne
W październiku 1970 wziął ślub z Zorką.